# Districte de Vallemaggia
El Districte de Vallemaggia és un dels 8 districtes del cantó de Ticino (Suïssa). Té 5819 habitants (cens de 2007) i una superfície de 569.5 km². Està format per sis municipis i el cap del districte és Cevio.

## Municipis
| Circolo della Maggia | Circolo della Maggia | Circolo della Maggia  | Circolo della Maggia | Circolo della Maggia |
| Escut                | Nom                  | Habitants (Des. 2007) | Superfície en km²    | Núm. OFS             |
| -------------------- | -------------------- | --------------------- | -------------------- | -------------------- |
| Avegno-Gordevio      | Avegno-Gordevio      | 1379                  | 27.4                 | 5324                 |
| Maggia               | Maggia               | 2412                  | 111.3                | 5317                 |
|                      | Total                | 3791                  | 138.7                |                      |

| Circolo della Rovana | Circolo della Rovana | Circolo della Rovana  | Circolo della Rovana | Circolo della Rovana |
| Escut                | Nom                  | Habitants (Des. 2007) | Superfície en km²    | Núm. OFS             |
| -------------------- | -------------------- | --------------------- | -------------------- | -------------------- |
| Bosco/Gurin          | Bosco/Gurin          | 54                    | 22.1                 | 5304                 |
| Campo (Ticino)       | Campo (Vallemaggia)  | 57                    | 43.3                 | 5307                 |
| Cerentino            | Cerentino            | 63                    | 20.1                 | 5309                 |
| Cevio                | Cevio                | 1230                  | 151.4                | 5310                 |
| Linescio             | Linescio             | 46                    | 6.6                  | 5315                 |
|                      | Total                | 1450                  | 243.5                |                      |

| Circolo di Lavizzara | Circolo di Lavizzara | Circolo di Lavizzara  | Circolo di Lavizzara | Circolo di Lavizzara |
| Escut                | Nom                  | Habitants (Des. 2007) | Superfície en km²    | Núm. OFS             |
| -------------------- | -------------------- | --------------------- | -------------------- | -------------------- |
| Lavizzara            | Lavizzara            | 578                   | 187.2                | 5323                 |
|                      | Total                | 578                   | 187.2                |                      |

## Fusions

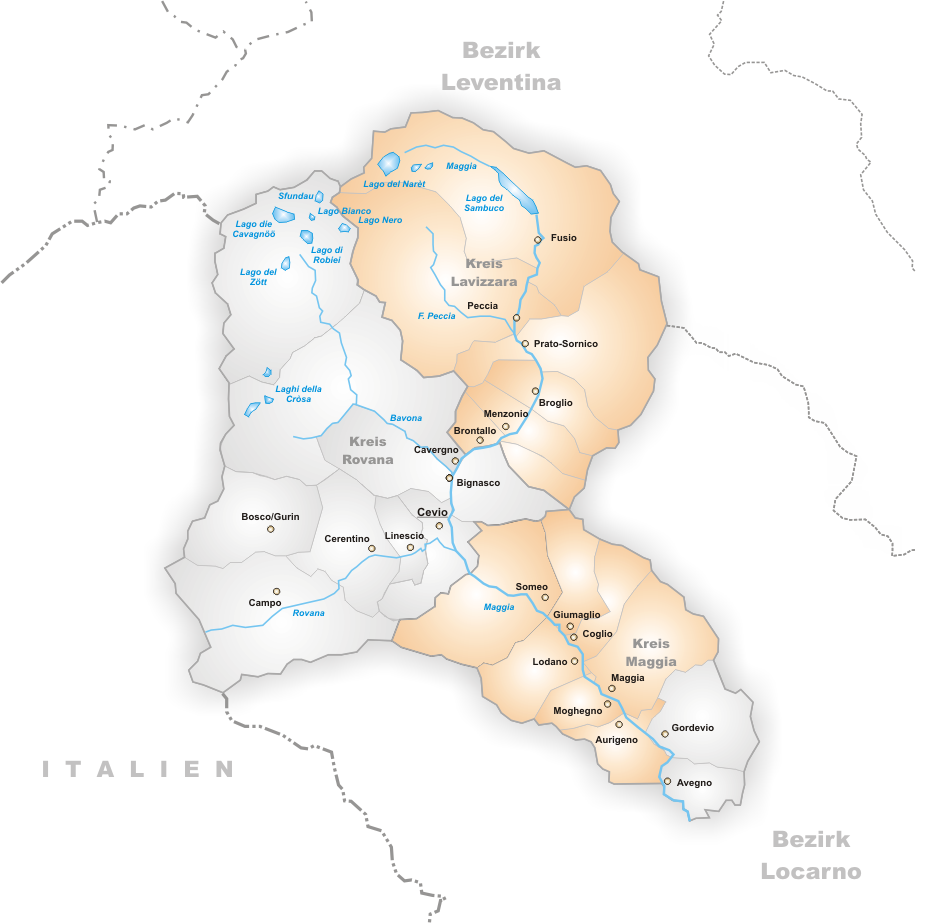
Municipis el 2003
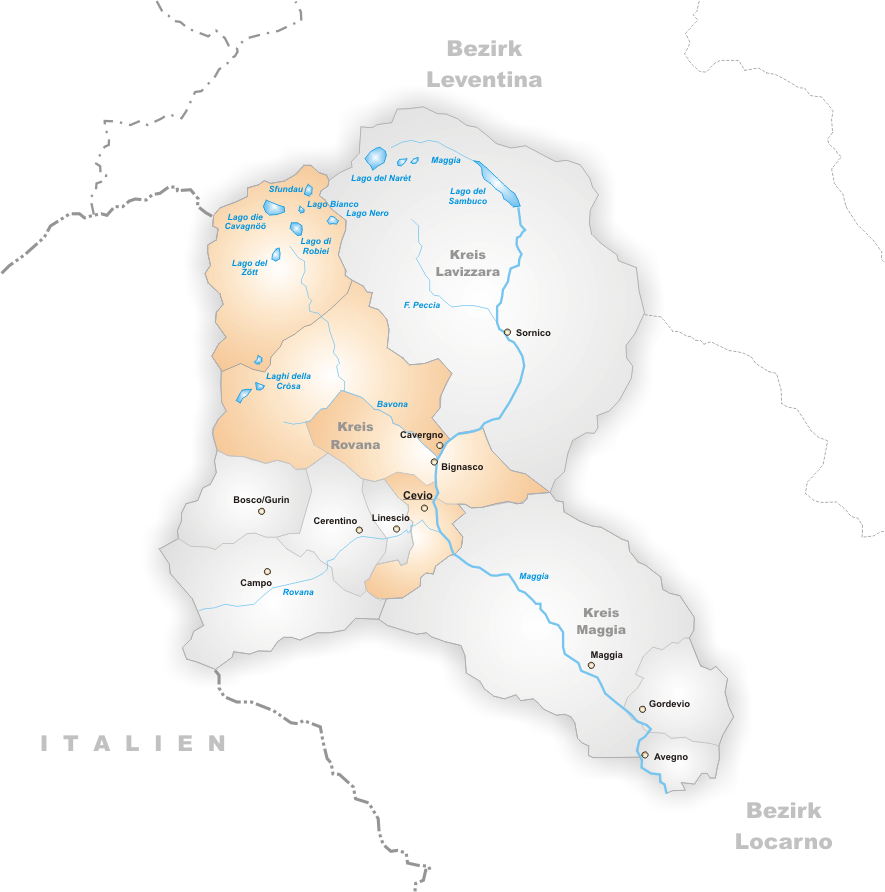
Municipis el 2006
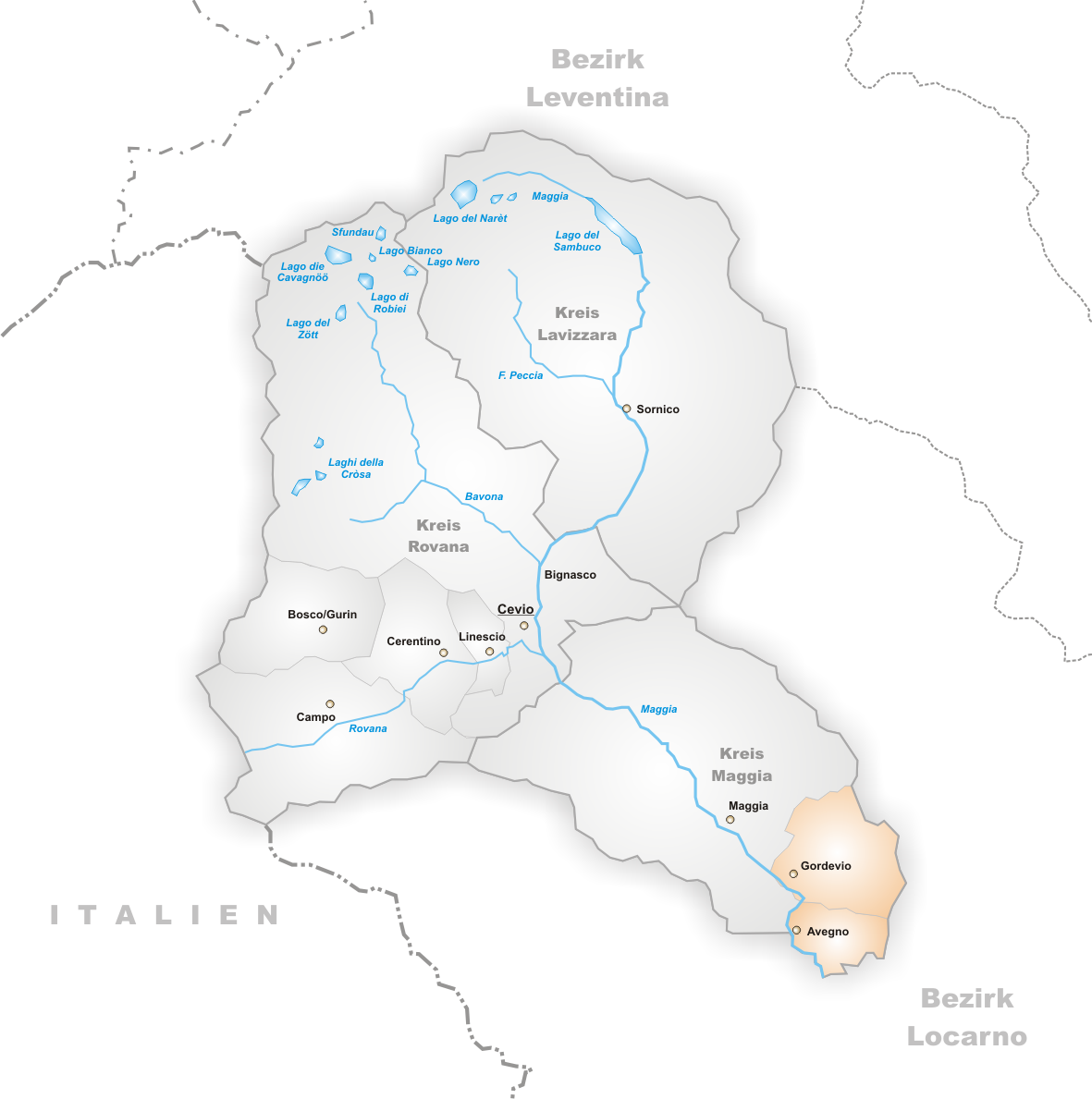
Municipis el 2008